# Liste der Kulturdenkmale in Karlsruhe-Grötzingen

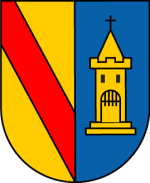
Wappen von Grötzingen

In der Liste der Kulturdenkmale in Karlsruhe-Grötzingen werden alle unbeweglichen Bau- und Kunstdenkmale in Grötzingen (Karlsruhe) aufgelistet, die in der städtischen „Datenbank der Kulturdenkmale“ geführt sind.
Diese Liste ist nicht rechtsverbindlich. Eine rechtsverbindliche Auskunft ist lediglich auf Anfrage bei der Unteren Denkmalschutzbehörde der Stadt Karlsruhe erhältlich.

## Liste
| Bild           | Bezeichnung                                                             | Lage                                                    | Datierung         | Beschreibung | ID |
| -------------- | ----------------------------------------------------------------------- | ------------------------------------------------------- | ----------------- | --- | -- |
|                | Stützmauer entlang der Straße                                           | Am Grollenberg                                          |                   | Geschützt nach § 2 DSchG |    |
|                | Torbogen mit Inschrift                                                  | Am Grollenberg 2 (Karte)                                | 1662              | Torbogen mit Inschrift vom ehemaligen Luisenhof. Geschützt nach § 28 DSchG |    |
|                | Wohnhaus mit Ateliergebäude und Garten des Künstlers Franz Dewald       | An der Silbergrub 5a (Karte)                            | 1948              | Wohnhaus mit Ateliergebäude und Garten des Künstlers Franz Dewald (1911–1990), von Reinhard Gieselmann, mehrere Bauphasen, 1948–1960er Jahre Geschützt nach § 2 DSchG | BW |
| Weitere Bilder | Milchhäusle                                                             | Augustenburgstr. 48 (Karte)                             | 1955              | Milchhäusle, Milchbar mit Straßenverkauf, eingeschossiger Pavillonbau mit halbrunden Abschluss und überkragendem Dach, Stahlbetonskelettbau, teilunterkellert, zugehörige Außenterrasse mit Einfriedung, 1955 von Rolf Saggau aus Grötzingen für die Landwirtschaftliche Ein- und Verkaufsgenossenschaft Grötzingen Geschützt nach § 2 DSchG |    |
| Weitere Bilder | Katholische Heilig-Kreuz-Kirche                                         | Augustenburgstr. 62 (Karte)                             | 1930              | Katholische Heilig-Kreuz-Kirche, Zentralbau in Kreuzform, 1930–31 von Franz Sales Kuhn erbaut, 2002 ungenehmigte Errichtung einer Rampe, 2003 Umgestaltung der Aufbahrungsräume genehmigt Geschützt nach § 2 DSchG |    |
| Weitere Bilder | Gaststätte                                                              | Augustenburgstr. 75 (Karte)                             | 1902              | Gaststätte, zweigeschossiger und traufständiger Massivbau in Ecklage, Dachgauben, reicher Fassadenschmuck, bezeichnet M1902D. Geschützt nach § 2 DSchG |    |
| Weitere Bilder | Empfangsgebäude Bahnhof Grötzingen                                      | Eisenbahnstr. 1 (Karte)                                 | 1879              | Geschützt nach § 2 DSchG |    |
|                | Villa mit Garten                                                        | Fießlerweg 2 (Karte)                                    | 1913.             | Villa mit Garten, zweigeschossiges Wohnhaus mit Krüppelwalmdach, erbaut für den Grötzinger Eisenfabrikanten Friedrich Fießler. Geschützt nach § 2 DSchG | BW |
|                | Wohnhaus                                                                | Friedrichstr. 1 (Karte)                                 | 1837              | Wohnhaus, zweigeschossig mit Rundbogentor. Geschützt nach § 2 DSchG |    |
|                | Fachwerkwohnhaus mit ehem. Stallungen                                   | Friedrichstr. 2 (Karte)                                 |                   | Fachwerkwohnhaus mit ehem. Stallungen, 18. Jh., Ladeneinbau 19. Jh., zugeschütteter Brunnen im Hof. Geschützt nach § 2 DSchG | BW |
|                | Wohnhaus mit Rundbogentor                                               | Friedrichstr. 3 (Karte)                                 | Anfang 19. Jh.    | Wohnhaus mit Rundbogentor und Laden. Geschützt nach § 2 DSchG |    |
|                | Wohnhaus                                                                | Friedrichstr. 8 (Karte)                                 | Anfang 19. Jh.    | eingeschössiges Wohnhaus mit großer Torfahrt. Geschützt nach § 2 DSchG | BW |
|                | Hofanlage, heute Gaststätte Zum Bundschuh                               | Friedrichstr. 10–14                                     |                   | Hofanlage, heute Gaststätte “Zum Bundschuh”. Im Kern 15. Jh., Fristsäulenständerhaus, ehemaliges Altenteil, Scheune, Werkstatt. Geschützt nach § 2 DSchG |    |
|                | Eingang zu einem ehemaligen Weinkeller                                  | Friedrichstr. 15 (Neben) (Karte)                        |                   | Eingang zu einem ehem. Weinkeller. Geschützt nach § 2 DSchG | BW |
|                | Fachwerkhaus                                                            | Friedrichstr. 26 (Karte)                                | Ende 18. Jh.      | Eingeschössiges Fachwerkhaus mit Krüppelwalmdach. Geschützt nach § 2 DSchG |    |
|                | Straßenstützmauer                                                       | Friedrichstr. 33 - 49, davor (Karte)                    | 1896              | Straßenstützmauer, teilt die Friedrichstraße zwischen den Hausnummern 33 und 49 in einen höher und tiefer gelegenen Abschnitt, unverputzte Sandsteinquaderwand mit Treppendurchlass, auf der Mauerkrone Sandsteinpfosten mit einsetzbaren Holzquerstangen. Geschützt nach § 2 DSchG | BW |
|                | Wohnhaus                                                                | Friedrichstr. 47 (Karte)                                | 19. Jh.           | Geschützt nach § 2 DSchG |    |
|                | Fachwerkhaus                                                            | Friedrichstr. 49 (Karte)                                | 19. Jh.           | zweigeschössiges Fachwerkhaus mit Wetterdach und Krüppelwalm und zugehörigem kleinen Nebengebäude, Teil einer Hofanlage. Geschützt nach § 2 DSchG |    |
| Weitere Bilder | Eingangsportal mit Inschrift                                            | Hildastr. 1 (Karte)                                     | 1900              | Geschützt nach § 2 DSchG |    |
|                | Türportal                                                               | Hildastr. 2 (Karte)                                     | 1581              | Geschützt nach § 2 DSchG | BW |
|                | Fachwerkhaus                                                            | Im Gässle 1 (Karte)                                     | 18. Jh.           | Fachwerkhaus mit Wetterdach und Krüppelwalm Geschützt nach § 28 DSchG |    |
|                | Hofanlage                                                               | Im Gässle 2-4 (Karte)                                   | 1452              | Hofanlage, Wohnhaus mit Anbau, zweigeschossig, Fachwerkbau, dendrochronologisch datiert auf 1452. Geschützt nach § 2 DSchG | BW |
|                | Wohnhaus                                                                | Im Oberviertel 1 (Karte)                                | 1796              | Wohnhaus, Fachwerkbau mit Krüppelwalmdach, am Schlussstein bezeichnet 1796, Keller wohl wesentlich älter, hier Spuren einer Backofenanlage. Geschützt nach § 2 DSchG | BW |
|                | Wohnhaus                                                                | Im Oberviertel 2 (Karte)                                | 1463              | Wohnhaus, Fachwerkbau wohl von 1463, Keller eventuell älter. Geschützt nach § 2 DSchG | BW |
|                | Wohnhaus                                                                | Im Oberviertel 3 (Karte)                                | 18. Jh.           | Wohnhaus mit Krüppelwalmdach, ältere Mauer mit Torbogen. Geschützt nach § 2 DSchG | BW |
|                | Fachwerkwohnhaus einer Hofanlage                                        | Im Oberviertel 4 (Karte)                                | 19. Jh.           | Geschützt nach § 2 DSchG | BW |
|                | Gewölbekeller unter dem Wohnhaus                                        | Im Oberviertel 9 (Karte)                                |                   | Gewölbekeller unter dem Wohnhaus | BW |
|                | Wohnhaus                                                                | Im Oberviertel 15 (Karte)                               |                   | Wohnhaus, ehemals vertikal in drei Parteien aufgeteilt | BW |
|                | Hofanlage                                                               | Im Oberviertel 24-26 (Karte)                            | 18./19. Jh.       | Hofanlage, Fachwerkwohnhaus, Scheune, Altenteil und Reste eines Hoftors. Geschützt nach § 2 DSchG |    |
|                | Wohnhaus                                                                | Im Oberviertel 25 (Karte)                               | 17. Jh            | Wohnhaus, zweigeschossig, Walmdach, großes Rundbogentor, geschnitzte Fenster,zugehöriges angebautes Hofgebäude mit Kellergewölben und anschließenden Ställen, Scheune nicht zugehörig. Geschützt nach § 2 DSchG | BW |
|                | Hofanlage mit Wohnhaus                                                  | Im Oberviertel 28-30 (Karte)                            |                   | Hofanlage mit Wohnhaus, Altenteil, Torbogen, Sachgesamtheit. Geschützt nach § 2 DSchG | BW |
|                | Ehemaliges Gasthaus Löwen                                               | Im Oberviertel 33 (Karte)                               | 1802              | ehemaliges Gasthaus „Löwen“, heute Wohnhaus mit Inschriftkonsole 1802, innen jedoch älter, früher namengebend für die Löwenstraße. |    |
|                | Wohnhaus mit Gewölbekeller                                              | Im Oberviertel 36 (Karte)                               |                   | Wohnhaus mit Gewölbekeller | BW |
|                | Torbogen                                                                | Im Oberviertel 40 (Karte)                               | 1619              | Torbogen, 1619, 1891 in die Einfriedungsmauer Schultheiß-Kiefer-Str. 26 und in den 1970er Jahren in den ehem. Eingang vor der Scheune Im Oberviertel 40 eingebaut, Wohnhaus (E). Geschützt nach § 2 DSchG |    |
|                | Wasserbehälter                                                          | Kallmorgenstraße (Karte)                                | 1910              | Geschützt nach § 2 DSchG | BW |
| Weitere Bilder | Friedhofskapelle Grötzingen                                             | Karl-Jäck-Weg 1 (früher Augustenburgstraße 104) (Karte) | 1927              | Friedhofskapelle, im expressionischen Stil gestaltet, achteckig mit Nebenräumen, von Pfeifer & Großmann, 1927/28. (früher unter Augustenburgstr. 104) Geschützt nach § 2 DSchG |    |
|                | Gefallenendenkmal                                                       | Karl-Jäck-Weg 1, davor (Karte)                          | 1937              | Gefallenendenkmal für die Soldaten des 1. Weltkrieges, Skulptur einer Familie, Sandstein, Fragment einer 1937 geplanten Aufmarschanlage, die durch den Kriegsbeginn nicht verwirklicht wurde. Den Wettbewerb um die Gestaltung des Denkmals gewann der Künstler Egon Gutmann (gest. 1955), der das Denkmal mit dem Architekten Bruno Laurson entwarf. Unter den Bewerbern war auch der Grötzinger Bildhauer und Künstler Karl Seckinger (gest. 1978). Die Skulptur Gutmanns befand sich zunächst auf dem schon stillgelegten Alten Friedhof. Durch die Bebauung des Friedhofsareales in den 1950er Jahren wurde sie vor die Schule an der Augustenburgstraße versetzt und kam 2016 an den heutigen Standort. Geschützt nach § 2 DSchG |    |
|                | Staigbrücke                                                             | Kirchstr., Staigstr. (Karte)                            |                   | Staigbrücke, Sandsteinrahmung mit Wappenstein. Geschützt nach § 2 DSchG |    |
|                | Schule Grötzingen                                                       | Kirchstr. 13 (Karte)                                    | 1902              | Schule, zweistöckig, 1910 aufgestockt. Geschützt nach § 2 DSchG | BW |
|                | Evangelisches Pfarrhaus                                                 | Kirchstr. 15 (Karte)                                    | 1833              | Ev. Pfarrhaus, 1833 von Karl August Schwarz, ehem. Pfarrscheune, heute Gemeindehaus. Geschützt nach § 2 DSchG | BW |
| Weitere Bilder | Evangelische Kirche Grötzingen                                          | Kirchstr. 17 (Karte)                                    | 1484              | Evangelische Kirche, 1414 erbaut (Dach des Chors, Holzaltersgutachten), Langhaus 1666/7 errichtet und 1849 vergrößert (Holzalter des Daches), Turm von 1452 (Holzalter des Helms); zugehörige Stütz- bzw. Umfriedungsmauern des Friedhofs, Grabsteine von dem ehem. Friedhof hinter der Kirche, 1924 geschlossen und kurz vor dem 2. Weltkrieg geräumt Geschützt nach § 2 DSchG |    |
|                | Wohn- und Atelierhaus aus der Jugendzeit am Schloss Augustenburg.       | Kirchstr. 18 (Karte)                                    |                   | Wohn- und Atelierhaus aus der Jugendzeit am Schloss Augustenburg. Geschützt nach § 2 DSchG | BW |
| Weitere Bilder | Schloss Augustenburg                                                    | Kirchstr. 20 (Karte)                                    | 1553              | Schloss Augustenburg, ehemaliges Pflege- und Altenheim, seit dem 15. Jh. im Besitz der Markgrafen von Baden, 1553–77 Ausbau unter Karl II. durch zwei Rundtürme im Osten und Flügelbauten nach Westen; weitere Umgestaltung 1681–99 unter Leitung von Thomas Lefèbvre. Die beiden nördlichen und südlichen Seitenflügel wurden 1977 in veränderter Weise für ein Altenheim neu errichtet, wie auch das langgestreckte Gebäude an der Kirchstraße. Geschützt nach § 12 DSchG |    |
| Weitere Bilder | Gedenkstele für die 1938 zerstörte Synagoge                             | Krumme Str. 15, davor                                   | 1983              | Gedenkstele für die 1938 zerstörte Synagoge von 1798/99. Geschützt nach § 2 DSchG |    |
| Weitere Bilder | Kriegerdenkmal für die Gefallenen des Krieges 1870/71                   | Laubplatz (Karte)                                       | 1896              | Geschützt nach § 2 DSchG |    |
|                | Gewölbekeller der früheren Zehntscheune                                 | Laubplatz 2 (Karte)                                     | 1577              | Gewölbekeller der früheren Zehntscheune, zwei große, weit gespannte Tonnengewölbe in nordsüdlicher Ausrichtung mit Verbindung, nördlich anschließen zwei kleinere Kellergewölbe, Erschließung über das heutige Gebäude, 1577 erstmals erwähnt, 1762 im Lagerbuch genannt und kartier. Geschützt nach § 2 DSchG | BW |
|                | Wasserbehälter                                                          | Mallenweg (Karte)                                       |                   | Geschützt nach § 2 DSchG | BW |
|                | Inschriftstein                                                          | Martin-Luther-Straße 6 (Karte)                          |                   | Geschützt nach § 2 DSchG |    |
|                | Wohnhaus                                                                | Niddastr. 6 (früher Nr. 5) (Karte)                      |                   | Wohnhaus Geschützt nach § 2 DSchG |    |
| Weitere Bilder | Brunnen Hirtenbub mit zwei Ziegen                                       | Niddastraße 9, davor                                    | 1962              | Brunnen „Hirtenbub mit zwei Ziegen“, nach einem Entwurf von Karl Seckinger, von dem Bildhauer Walter Schwörer, 1962 Geschützt nach § 2 DSchG |    |
|                | Torpfosten                                                              | Niddastraße 11 (Karte)                                  |                   | Torpfosten Geschützt nach § 2 DSchG | BW |
|                | Gewölbekeller mit Rundbogeneingang                                      | Niddastraße 18 (Karte)                                  | 1560              | Gewölbekeller mit Rundbogeneingang, Inschrift „1560“, teilweise Sandsteinplattenboden erhalten. Geschützt nach § 2 DSchG | BW |
|                | ehem. Gasthaus Badischer Hof und ehem. Brauerei Wappenstein (Nidda)     | Niddastraße 20, 20a (Karte)                             | 1708              | ehem. Gasthaus „Badischer Hof“ (Nr. 20a), Wohn- und Geschäftshaus, massiv, zweigeschossig mit Krüppelwalmdach, Nebengebäude (Nr. 20), ehem. Brauerei, Wappenstein (Nidda). Geschützt nach § 2 DSchG |    |
| Weitere Bilder | Fachwerkwohnhaus                                                        | Niddastr. 25, Im Unterviertel 1a (Karte)                | 1704              | Fachwerkwohnhaus, zweigeschossig, Krüppelwalmdach, Auftraggeber Johann Nikolaus von Nidda für verwaiste Kinder des fürstlichen Kammerdieners Kornelius Föckler. Geschützt nach § 2 DSchG |    |
|                | Hofanlage                                                               | Niddastr. 30 (Karte)                                    | Anfang 19. Jh.    | Hofanlage, Wohnhaus mit Scheune, geschnitztes Eingangstor und Hoftor. Geschützt nach § 2 DSchG | BW |
|                | Schwengelbrunnen                                                        | Niddastraße 37, neben Heinrich-Kurz-Str. (Karte)        | Um 1912           | Schwengelbrunnen, gusseisern. Geschützt nach § 2 DSchG |    |
|                | Inschriftstein                                                          | Niddastraße 39 (Karte)                                  | 1837              | Inschriftstein mit Handwerkerzeichen (Hobel). Geschützt nach § 2 DSchG |    |
|                | Portal des ehem. Gasthauses                                             | Niddaplatz (Karte)                                      | 1632              | Portal des ehem. Gasthauses „Kanne“, 1632, Einfahrtsbogen mit seitlichem Portal, dazwischen Muschelnische mit Konsolen, schmiedeeisernes Oberlichtgitter, an den Gewänden Diamantquader, in den Bögen Rosetten und Kugeln, Gasthaus 1944 zerstört, Portal 1968 am Niddaplatz wiederaufgestellt. Geschützt nach § 2 DSchG |    |
| Weitere Bilder | Rathaus Grötzingen                                                      | Rathausplatz 1 (Karte)                                  | 1583              | Rathaus, urspr. mit offener Halle im Erdgeschoss (1583), reich verziertes Fachwerkobergeschoss, 1688 von Meister Stephan. Ziehbrunnen, bezeichnet 1616. Geschützt nach § 2 DSchG |    |
|                | Verwaltungsgebäude                                                      | Rathausplatz 2 (Karte)                                  | 1847              | Verwaltungsgebäude, ehem. Wohn- und Geschäftshaus, zweigeschossig, fünfachsig, 1847 erbaut, 1944 brannte das Haus ab, 1945 Wiederaufbau mit Notdach, 1986 Wiederherstellung des ursprünglichen Daches mit 45°-Neigung. Geschützt nach § 2 DSchG |    |
|                | Wohnhaus                                                                | Reithol 10 (Karte)                                      | 1977–79           | Freistehend in Hanglage, von Heinz Mohl. | BW |
|                | Villa Waltz                                                             | Ringelberghohl 19 (Karte)                               | 1910              | Villa Waltz mit Ausstattung, von Jakob Mössinger. Geschützt nach § 2 DSchG | BW |
|                | Haus Heger                                                              | Rosalienberg 7 (Karte)                                  | 1913              | „Haus Heger“, eingeschossiges Wohnhaus mit Mansardwalmdach, ausgezeichnete Innenausstattung des Jugendstils, zugehöriger Garten mit Tor und Einfriedungsmauer in Hanglage, 1913 von Wilhelm Lochstampfer aus Karlsruhe für Franz Michael Heger. Geschützt nach § 2 DSchG | BW |
|                | Fachwerkwohnhaus                                                        | Schultheiß-Kiefer-Str. 1, 1a (Karte)                    | 18. Jh.           | Fachwerkwohnhaus mit Renaissancetorbogen. Geschützt nach § 2 DSchG | BW |
|                | Hofanlage                                                               | Schultheiß-Kiefer-Str. 3 (Karte)                        | 1920              | Hofanlage mit expressionistisch gestalteter Hofmauer und Torbogen zum Hof. Geschützt nach § 2 DSchG | BW |
|                | Ehemaliges Gasthaus Zum Stern                                           | Schultheiß-Kiefer-Str. 5 (Karte)                        | 1752              | ehem. Gasthaus „Zum Stern“, dreigeschossiges Wohn- und Geschäftshaus, Walmdach, im Schlussstein eine Brezel mit zwei Löwen und Jahreszahl 1752 und im Keller „17H.M.R.66.“ bezeichnet, vom Bäcker Heinrich Gabriel Kern errichtet, Rundbogentor und Scheune. Geschützt nach § 2 DSchG | BW |
|                | Hofanlage                                                               | Schultheiß-Kiefer-Str. 20 (Karte)                       | 18. Jh.           | Hofanlage, Fachwerkwohnhaus mit Gewölbekeller, 18. Jh., Scheune und Schopf 19. Jh., Sandsteintorbogen. Geschützt nach § 2 DSchG |    |
|                | Wohnhaus mit Ladengeschäft                                              | Schultheiß-Kiefer-Str. 22 (Karte)                       | 19. Jh.           | Wohnhaus mit Ladengeschäft, Massivbau, baulich mit Schultheiß-Kiefer-Str. 24 (siehe dort) verbunden. Geschützt nach § 2 DSchG | BW |
|                | Zweigeschossiges Fachwerkhaus mit Geschossvorstößen und Krüppelwalmdach | Schultheiß-Kiefer-Str. 24 (Karte)                       | 18. Jh.           | Zweigeschossiges Fachwerkhaus mit Geschossvorstößen und Krüppelwalmdach. Geschützt nach § 2 DSchG | BW |
|                | Gasthaus                                                                | Schultheiß-Kiefer-Str. 28 (Karte)                       | 1586              | Torbogen 1618. Fachwerkgebäude wohl von 1586 lt. Heimatbuch Mössinger. Geschützt nach § 2 DSchG | BW |
|                | Hofanlage                                                               | Schustergasse 3 (Karte)                                 | 19. Jh.           | Hofanlage, Wohnhaus mit zwei Wetterdächern und integriertem Stall, Scheune, Schopf. Geschützt nach § 2 DSchG | BW |
|                | Villa                                                                   | Staigstr. 35 (Karte)                                    | 1900              | Villa im Forsthausstil. Geschützt nach § 2 DSchG | BW |
|                | Ehemaliges Bahnwärterhäuschen                                           | Tullaweg 15 (Karte)                                     | Mitte des 19. Jh. | Geschützt nach § 2 DSchG | BW |
| Weitere Bilder | Jüdischer Friedhof                                                      | Werrabronner Straße, Gewann „Junge Hälden“              | 1900              | Jüdischer Friedhof, 13 Grabsteine, auf dem ca. 1900 angelegten Friedhof, der bis 1935 als Grablage für die jüdische Gemeinde Grötzingen diente. Geschützt nach § 2 DSchG |    |